# Pseudotyphula
Pseudotyphula là một chi nấm trong họ Marasmiaceae. Đây là chi đơn loài, chứa một loài Pseudotyphula ochracea, được tìm thấy ở Bắc Mỹ. Chi này được nhà nấm học người Anh E.J.H. Corner miêu tả năm 1953